# Stephanie Sheh
Stephanie Ru-Phan Sheh (Kalamazoo, 10 de abril de 1975) es una actriz de doblaje norteamericano, directora de ADR, directora de casting, escritora, y productora que ha trabajado para varias compañías importantes, incluidas Cartoon Network y Sony. A menudo trabaja en doblajes en inglés de anime, dibujos animados, videojuegos y películas. Sus notables papeles de voz incluyen a Hinata Hyuga en la franquicia de Naruto, Orihime Inoue en Bleach, Usagi Tsukino/Sailor Moon en Viz Media redub de Sailor Moon, Yui Hirasawa en K-On., Eurekaen Eureka Seven, Mikuru Asahina en The Melancholy of Haruhi Suzumiya, Nui Harime en Kill la Kill, Mikan Tsumiki en Danganronpa, Mamimi Samejima en FLCL y Mitsuha Miyamizu en Kimi no Na wa..

## Carrera profesional
Sheh nació en Kalamazoo, Míchigan y se crio en el norte de California. Pasó gran parte de su infancia en Taiwán, donde la mitad de sus parientes aún viven y hablan chino mandarín y hokkien taiwanés. Sheh se interesó en ser actriz después de representar una obra de teatro escolar cuando estaba en sus primeros años en la preparatoria Monta Vista en Cupertino, California. Mientras estaba en la Universidad de California, Los Ángeles, participó en clubes de anime. Después de graduarse de UCLA en 1999, tomó un trabajo como productora. Mientras perseguía su carrera como actriz. Se formó y estudió actuación, doblaje e improvisación en Second City Training Center, East West Players, Susan Blu Voiceover Workshop y UCLA School of Theatre, Film and Television. Sheh también ha grabado anuncios de radio para United States Cellular Corporation.
Bajo el apodo de Jennifer Sekiguchi, Sheh hizo su debut como actriz de voz como Silky en I'm Gonna Be An Angel! en 2001. Durante ese tiempo, trabajó en Synch-Point, que produjo doblajes en inglés para anime, en el que produjo el doblaje de I'm Gonna Be An Angel!, además de dar voz a Silky. Trabajaba con Studio Pierrot cuando contrató a Marc Handler para dirigir ADR y escribir para FLCL, que interpretó como uno de los personajes principales, Mamimi.
Más tarde conseguiría papeles protagonistas de voz como Orihime Inoue en Bleach y Eureka en Eureka Seven. También prestó su voz al personaje secundario Hinata Hyuga en la exitosa serie Naruto en la que su personaje tuvo un papel importante en la historia. Los tres programas se han emitido en Cartoon Network con éxito variado. Ella describe los problemas de Hinata con la autoestima como muy identificables.
Sheh ha participado en la expresión de personajes en videojuegos como BioShock 2, Aion: The Tower of Eternity, Devil May Cry 4, Grand Theft Auto V y Resident Evil 5 como la voz actual de Rebecca Chambers en la franquicia Resident Evil. Más allá de usar su voz, Stephanie fue trasladada a Japón para proporcionar la captura de movimiento del personaje Cereza en el videojuego Bayonetta de Sega. También prestó su voz a Mlle Blanche de Grace en BioShock 2 y Orihime Inoue en la serie Bleach.
Sheh ha aparecido varias veces en G4 's Attack of the Show! como "Tiny Olivia Munn ". En 2012, fue presentadora de la serie de televisión Talk-Show 2011 BPM: Beats Per Mnet.
En 2011, formó la organización de recaudación de fondos We Heart Japan en respuesta al terremoto y tsunami de Tōhoku de 2011.
En 2013, repitió el papel de Eureka en Eureka Seven: Astral Ocean.
En julio de 2014, Viz Media reveló detalles detrás de su próximo lanzamiento de Sailor Moon Blu-ray y el nuevo elenco de doblaje de la serie en su panel en la Anime Expo 2014 en Los Ángeles. Sheh fue elegida para interpretar a Usagi Tsukino/Sailor Moon en la versión de Viz de la primera serie de anime, así como a Crystal.
El 2 de febrero de 2017, tras el lanzamiento de Fire Emblem Heroes, Sheh se expresó como Tharja de Fire Emblem: Awakening. Más tarde, Sheh pasó a expresar versiones posteriores de la propia Tharja.

## Filmografía

### Anime
| Año                | Anime                                         | Papel                                     | Notas                                                                                       | Fuente               |
| ------------------ | --------------------------------------------- | ----------------------------------------- | ------------------------------------------------------------------------------------------- | -------------------- |
| 2001               | I'm Gonna Be An Angel!                        | Silky                                     | Debut anime role as Jennifer Sekiguchi in some episodes                                     | [ 15 ]               |
| 2002               | I My Me! Strawberry Eggs                      | Fujio Himejima                            | As Jennifer Sekiguchi                                                                       | CA                   |
| 2003               | FLCL                                          | Mamimi Samejima                           | As Jennifer Sekiguchi                                                                       | [ 15 ] [ 16 ]        |
| 2004               | Marmalade Boy                                 | Yayoi Takase, Chris                       | As Jennifer Sekiguchi                                                                       | CA                   |
| 2005               | Daphne in the Brilliant Blue                  | Yukari Hanaoka                            | As Lulu Chiang                                                                              | CA                   |
| 2005               | Zatch Bell!                                   | Penny, Shion Hibiki                       |                                                                                             | CA                   |
| 2005               | Tenjho Tenge                                  | Aya Natsume                               | As Tiffany Hsieh                                                                            | CA                   |
| 2005               | Girls Bravo series                            | Kirie Kojima                              | As Lulu Chiang                                                                              | [ 17 ] [ 18 ]        |
| 2005               | DearS                                         | Natsuki Ikuhara                           | As Jennifer Sekiguchi                                                                       | CA                   |
| 2005–2009          | Naruto                                        | Hinata Hyuga                              |                                                                                             | [ 16 ] [ 19 ]        |
| 2005               | Mars Daybreak                                 | Megumi Higashihara                        |                                                                                             | CA                   |
| 2005–2006          | Gankutsuou: The Count of Monte Cristo         | Haydee                                    | As Jennifer Sekiguchi                                                                       | CA                   |
| 2005–2006          | Immortal Grand Prix                           | Bella DeMarco, Yuri Jin                   | TV series                                                                                   | CA                   |
| 2005               | Samurai Champloo                              | Koza                                      | Eps. "Misguided Miscreants (Part 1)"; "Misguided Miscreants (Part 2)" As Jennifer Sekiguchi | CA                   |
| 2006–2007          | Haré+Guu series                               | Guu                                       | As Jennifer Sekiguchi                                                                       | [ 20 ]               |
| 2006               | Boys Be...                                    | Yumi Kazama                               | As Jennifer Sekiguchi                                                                       | [ 21 ] [ 22 ]        |
| 2006               | Lupin III: Part II                            | Margaret Queen, Angelica                  | Eps. "You're Sapphired!"; "Dark Charade"                                                    | [ 23 ]               |
| 2006               | Destiny of the Shrine Maiden                  | Himeko Kurusugawa                         | As Jennifer Sekiguchi                                                                       | [ 24 ]               |
| 2006–2007          | Eureka Seven                                  | Eureka                                    |                                                                                             | CA                   |
| 2006               | Gun X Sword                                   | Wendy                                     | As Jennifer Sekiguchi                                                                       | CA                   |
| 2006               | MÄR                                           | Alma, Belle                               |                                                                                             | CA                   |
| 2006               | Nanaka 6/17                                   | Satsuki Arashiyama                        |                                                                                             |                      |
| 2006–2014          | Bleach                                        | Orihime Inoue                             |                                                                                             | [ 16 ]               |
| 2006–2007          | Fate/stay night                               | Illyasviel von Einzbern, News reporter    | As Jennifer Sekiguchi                                                                       | CA                   |
| 2007               | The Melancholy of Haruhi Suzumiya             | Mikuru Asahina                            |                                                                                             | CA                   |
| 2007               | Digimon Data Squad                            | Megumi Shirakawa                          |                                                                                             | Resume               |
| 2008               | Lucky Star                                    | Akira Kogami                              |                                                                                             | [ 19 ]               |
| 2008               | Gurren Lagann                                 | Kinon Bachika                             |                                                                                             | [ 26 ]               |
| 2008-2009          | Code Geass: Lelouch of the Rebellion          | Kaguya Sumeragi                           |                                                                                             | CA                   |
| 2009–2019          | Naruto: Shippuden                             | Hinata Hyuga, Rin Nohara                  |                                                                                             | [ 27 ]               |
| 2010–2014          | Mobile Suit Gundam Unicorn                    | Audrey Burne                              | Also ADR director                                                                           | [ 28 ] [ 29 ] [ 30 ] |
| 2010–2011          | Eden of the East                              | Micchon                                   |                                                                                             | [ 19 ]               |
| 2011–2012          | K-On!                                         | Yui Hirasawa                              | 2 TV series, and live-action promotional material                                           | [ 31 ] [ 32 ]        |
| 2012–2013          | Blue Exorcist                                 | Kuro                                      | Also OVA                                                                                    | [ 33 ]               |
| 2012               | JoJo's Bizarre Adventure                      | Suzi Q                                    |                                                                                             |                      |
| 2012–2013          | Tiger & Bunny                                 | Kriem                                     |                                                                                             | [ 34 ]               |
| 2013               | K                                             | Neko                                      |                                                                                             | [ 35 ]               |
| 2013–2021          | Sword Art Online series                       | Yui                                       |                                                                                             | [ 36 ]               |
| 2013               | Accel World                                   | Chiyuri Kurashima / Lime Bell             |                                                                                             |                      |
| 2015–2018          | Yo-kai Watch                                  | Sarah                                     | As Alexi Shi                                                                                | [ 37 ] [ 38 ]        |
| 2014–2019          | Sailor Moon                                   | Usagi Tsukino / Sailor Moon               | Viz dub                                                                                     | [ 11 ]               |
| 2014–2015          | Kill la Kill                                  | Nui Harime                                |                                                                                             | [ 39 ] [ 40 ]        |
| 2015               | Magi: The Kingdom of Magic                    | Scheherazade                              |                                                                                             | [ 41 ]               |
| 2015               | The Disappearance of Nagato Yuki-chan         | Mikuru Asahina                            |                                                                                             | [ 42 ]               |
| 2015               | Hyperdimension Neptunia: The Animation        | Histoire, Abnes                           |                                                                                             | [ 43 ]               |
| 2015               | Fate/stay night: Unlimited Blade Works        | Illyasviel von Einzbern                   |                                                                                             | [ 44 ]               |
| 2015–presente      | Sailor Moon Crystal                           | Usagi Tsukino / Sailor Moon               |                                                                                             | [ 45 ]               |
| 2015               | Little Witch Academia                         | Lotte Yanson, Jasminka Antonenko          |                                                                                             | [ 46 ] [ 47 ]        |
| 2015               | Glitter Force                                 | Cody                                      | Saban Localization of Smile PreCure                                                         |                      |
| 2016               | Your Lie in April                             | Nagi Aiza                                 |                                                                                             | [ 48 ]               |
| 2016               | Cyborg 009 VS Devilman                        | Françoise Arnoul / Cyborg 003             | OVA series                                                                                  | [ 49 ]               |
| 2016               | Danganronpa 3: The End of Hope's Peak Academy | Mikan Tsumiki                             | Despair Arc                                                                                 | [ 50 ]               |
| 2016–2017          | Erased                                        | Kayo Hinazuki                             |                                                                                             | [ 51 ]               |
| 2016               | Sengoku Basara: End of Judgement              | Kasuga                                    |                                                                                             | [ 52 ]               |
| 2017               | Mobile Suit Gundam SEED                       | Lacus Clyne                               | NYAV Post dub                                                                               | [ 53 ]               |
| 2017               | Glitter Force Doki Doki                       | Mackenzie Mack/Glitter Spade, Rory        | Saban Localization of Doki Doki PreCure                                                     |                      |
| 2018 de enero de 1 | Terraformars                                  | Nina Yuzik, Erica Nakanojo, Joyce, Rachel |                                                                                             | [ 54 ]               |
| 2019               | Sword Art Online: Alicization                 | Yui                                       |                                                                                             | [ 36 ]               |
| 2019               | Cannon Busters                                | Casey Turnbuckle, 1337                    |                                                                                             | [ 55 ] [ 56 ]        |

### Animación
| Año                         | Animación                               | Papel                                                     | Notas                                     | Fuente        |
| --------------------------- | --------------------------------------- | --------------------------------------------------------- | ----------------------------------------- | ------------- |
| 2008 de junio de 27         | Three Delivery                          | Sue Yee                                                   |                                           | [ 19 ]        |
| 2011 de abril de 16         | Scooby-Doo! Mystery Incorporated        | Mai Li                                                    | Episode: "Dragon's Secret"                | Resume        |
| 2012 de junio de 2          | Care Bears: Welcome to Care-a-Lot       | Share Bear, Baby Tugs Bear, Laugh-a-Lot Bear, Secret Bear |                                           | [ 19 ]        |
| 2012 de julio de 14         | DC Nation Shorts: Batman of Shanghai    | Catwoman                                                  |                                           | [ 57 ]        |
| 2013 de marzo de 3–present  | Monster High                            | Jinafire Long, Jane Boolittle                             |                                           | [ 19 ]        |
| 2013 de julio de 1-present  | Ever After High                         | Duchess Swan                                              |                                           | [ 19 ]        |
| 2013 de septiembre de 20–14 | The Legend of Korra                     | Zhu Li Moon, Rohan                                        |                                           | [ 19 ] [ 58 ] |
| 2014 de abril de 28         | Clarence                                | Debbie                                                    | Episode: "Clarence's Millions"            | [ 59 ]        |
| 2015 de julio de 17         | Miles from Tomorrowland                 | Po Po                                                     |                                           | [ 19 ]        |
| 2015–2019                   | Miraculous: Tales of Ladybug & Cat Noir | Manon Chamack                                             | Main cast                                 |               |
| 2015 de octubre de 20       | Be Cool, Scooby-Doo!                    | Bond Kuro                                                 | Episode: "Screama Donna"                  | [ 19 ]        |
| 2015 de octubre de 20–2018  | DC Super Hero Girls                     | Katana                                                    |                                           | [ 60 ]        |
| 2017 de agosto de 11        | The Loud House                          | Beatrix, Belle, Beau Jr., Stella's Mom                    | Episode: "Future Tense" & "Stall Monitor" | [ 19 ]        |
| 2017 de agosto de 11        | We Bare Bears                           | Amanda, Lazer Girl                                        | Episodes: "Summer Love" & "Lazer Royale"  | [ 19 ]        |
| 2018                        | Avengers: Black Panther's Quest         | Crystal                                                   | Episode: "Mists of Attilan"               | [ 61 ]        |
| 2019                        | Pinky Malinky                           | Jessie                                                    | Episode: "Advanced"                       |               |
| 2019                        | HobbyKids Adventures                    | HobbyButterfly                                            | Episode: "Into the Locker-Verse"          |               |
| 2019 de diciembre de 31     | Pucca: Love Recipe                      | Granny, Panky                                             |                                           |               |
| 2020                        | Glitch Techs                            | Miko's Mom                                                |                                           | [ 62 ]        |
| 2020                        | Lego Monkie Kid                         | Mei                                                       |                                           |               |

### Películas
| Año                      | Película                                         | Papel                     | Notas                                                     | Fuente        |
| ------------------------ | ------------------------------------------------ | ------------------------- | --------------------------------------------------------- | ------------- |
| 2015 de septiembre de 26 | The Laws of the Universe Part 0                  | Natsumi                   | Limited theatrical release                                | [ 19 ]        |
| 2016 de febrero de 26    | Recuerdos del ayer                               | Aiko                      | Limited Theatrical release                                | [ 63 ]        |
| 2017 de enero de 13      | Sailor Moon R movie                              | Usagi Tsukino/Sailor Moon | Limited theatrical release                                | [ 64 ]        |
| 2017 de abril de 1       | Kimi no Na wa..                                  | Mitsuha Miyamizu          | ADR Director, Casting Director Limited theatrical release | [ 65 ] [ 66 ] |
| 2017 de enero de 13      | Sword Art Online: Ordinal Scale                  | Yui                       | Limited Theatrical release                                |               |
| 2018                     | Lu over the Wall                                 | Yuho                      |                                                           | [ 19 ]        |
| 2018                     | Big Fish & Begonia                               | Chun                      | Limited theatrical release                                | [ 67 ] [ 68 ] |
| 2018 de junio de 5       | Fate/stay night: Heaven's Feel I. presage flower | Illyasviel von Einzbern   |                                                           | [ 19 ]        |
| 2018                     | Liz and the blue bird                            | Nozomi Kasaki, Tsubomi    | Limited theatrical release                                | [ 69 ]        |
| 2019                     | White Snake                                      | Blanca                    | Limited theatrical release                                | [ 70 ]        |
| 2020                     | El tiempo contigo                                | Mitsuha Miyamizu          | ADR Director, Limited theatrical release                  | [ 71 ]        |
| 2020 de febrero de 13    | Dragon Quest: Your Story                         | Bianca Whitaker           | Limited theatrical release                                | [ 19 ]        |

| Año                    | Anime                                    | Papel             | Notas             | Fuente |
| ---------------------- | ---------------------------------------- | ----------------- | ----------------- | ------ |
| 2005 de octubre de 16  | Digimon Tamers: Battle of Adventurers    | Minami            |                   | [ 19 ] |
| 2005 de octubre de 25  | Street Fighter Alpha: Generations        | Sayaka            |                   | [ 19 ] |
| 2013 de mayo de 21     | K-On! The Movie                          | Yui Hirasawa      |                   | [ 19 ] |
| 2013 de diciembre de 6 | Khumba                                   | Cheerleader Zebra |                   | [ 19 ] |
| 2014                   | Patema Inverted                          | Kaho              | Also ADR Director | [ 72 ] |
| 2015 de julio de 28    | 009 Re:Cyborg                            | 001/Ivan Whisky   |                   | [ 19 ] |
| 2016 de marzo de 1     | Barbie: Spy Squad                        | Renee             |                   | [ 19 ] |
| 2016 de julio de 24    | DC Super Hero Girls: Hero of the Year    | Katana            |                   | [ 19 ] |
| 2016 de octubre de 4   | Strike Witches: The Movie                | Gertrud Barkhorn  |                   | [ 73 ] |
| 2017 de marzo de 14    | K: Missing Kings                         | Neko              |                   | [ 74 ] |
| 2017 de mayo de 23     | DC Super Hero Girls: Intergalactic Games | Katana            |                   | [ 19 ] |
| 2017 de agosto de 8    | Lego DC Super Hero Girls: Brain Drain    | Katana            |                   | [ 19 ] |

### Videojuegos
| Año                        | Videojuego                                    | Papel                                      | Notas                     | Fuente |
| -------------------------- | --------------------------------------------- | ------------------------------------------ | ------------------------- | ------ |
| 2004 de octubre de 1       | Obscure                                       | Shannon Matthews                           |                           | [ 19 ] |
| 2006 de marzo de 7–present | Naruto series                                 | Hinata Hyūga, Rin Nohara                   |                           | [ 19 ] |
| 2006–presente              | Castlevania series                            | Charlotte Aulin                            |                           | Tuit   |
| 2006 de septiembre de 26   | Valkyrie Profile 2: Silmeria                  | Silmeria Valkyrie                          |                           | [ 19 ] |
| 2006 de octubre de 10      | Tales of the Abyss                            | Natalia                                    |                           | Resume |
| 2006 de marzo de 7         | Project Sylpheed                              | May Crichton                               |                           | Resume |
| 2007 de septiembre de 17   | Eternal Sonata                                | Serenade                                   |                           | [ 19 ] |
| 2007 de noviembre de 13    | Resident Evil: The Umbrella Chronicles        | Rebecca Chambers                           |                           | Resume |
| 2008 de febrero de 5       | Devil May Cry 4                               | Kyrie                                      |                           | [ 19 ] |
| 2008 de octubre de 21      | Star Ocean: First Departure                   | Erys Jerand                                |                           | [ 19 ] |
| 2009 de mayo de 19         | Terminator Salvation                          | Resistance Soldier                         |                           | [ 19 ] |
| 2009 de octubre de 13      | MagnaCarta 2                                  | Celestine                                  |                           | [ 19 ] |
| 2009 de octubre de 29      | Bayonetta                                     |                                            | Motion capture for Cereza | Resume |
| 2010 de febrero de 9       | BioShock 2                                    | Mlle Blanche                               |                           | [ 19 ] |
| 2010 de mayo de 11         | Love Dance Seed                               | Marie Rose Mayfield                        | Wii                       |        |
| 2010 de mayo de 18         | Trauma Team                                   | Tomoe Tachibana                            |                           | [ 77 ] |
| 2010 de octubre de 12      | Sengoku Basara: Samurai Heroes                | Kasuga                                     |                           | [ 78 ] |
| 2010                       | Shira Oka: Second Chances                     | Aya, Yui Arakawa                           |                           | [ 79 ] |
| 2012 de marzo de 20        | Ninja Gaiden 3                                | Canna, Omitsu                              |                           | [ 19 ] |
| 2013 de enero de 8         | Anarchy Reigns                                | Rin Rin, Fei Rin, Ai Rin, Stela Fitzgerald |                           | [ 19 ] |
| 2013 de febrero de 4       | Fire Emblem Awakening                         | Tharja, Kjelle                             |                           | [ 19 ] |
| 2013                       | Disney Princess Palace Pets                   | Petit, Treasure                            |                           | [ 19 ] |
| 2013                       | Grand Theft Auto V                            | The Local Population                       |                           | [ 14 ] |
| 2013 de febrero de 4       | Armored Core: Verdict Day                     | Female AI, 20's Female Pilot               |                           | [ 80 ] |
| 2014 de febrero de 7       | Bravely Default                               | Airy                                       |                           | Tuit   |
| 2014 de septiembre de 23   | Ar Nosurge                                    | Cas                                        |                           | [ 81 ] |
| 2015 de noviembre de 17    | Stella Glow                                   | Popo                                       |                           | Tuit   |
| 2016 de octubre de 25      | World of Final Fantasy                        | Sherlotta                                  |                           | [ 19 ] |
| 2016 de octubre de 25      | Skylanders: Imaginators                       | Ember                                      |                           | Tuit   |
| 2017 de febrero de 2       | Fire Emblem Heroes                            | Tharja, Beruka, Rhajat                     |                           | [ 19 ] |
| 2017 de noviembre de 3     | .hack//G.U.: Last Recode                      | Tabby                                      |                           | [ 19 ] |
| 2018 de agosto de 3        | WarioWare Gold                                | Mona, Kat, Amy                             |                           | [ 19 ] |
| 2018 de septiembre de 7    | Marvel's Spider-Man (2018 video game)         | Additional Voices                          |                           | [ 19 ] |
| 2019 de febrero de 29      | Tekken 7                                      | Julia Chang                                |                           | Tuit   |
| 2019 de marzo de 6         | Devil May Cry 5                               | Kyrie                                      |                           |        |
| 2019 de marzo de 22        | Sekiro: Shadows Die Twice                     | Emma                                       |                           |        |
| 2019 de junio de 23        | Crash Team Racing: Nitro Fueled               | Megumi, Yaya Panda                         |                           | [ 19 ] |
| 2019 de octubre de 8       | Indivisible                                   | Razmi                                      |                           | [ 19 ] |
| 2020 de octubre de 27      | The Legend of Heroes: Trails of Cold Steel IV | Estelle Bright                             |                           | [ 84 ] |